# Cosmo (Sonic X)
Cosmo is een personage uit de Sonic the Hedgehog-franchise. Ze verschijnt voor het eerst in de anime Sonic X, waarbij ze Sonic en zijn vrienden helpt terug naar hun eigen planeet te reizen. Uniek aan dit personage is dat zij het enige personage is dat niet uit het dierenrijk voorkomt, maar een species van het plantenrijk verbeeldt.